# 莎拉·桑帕伊奧
莎拉·平托·桑帕伊奧（Sara Pinto Sampaio，1991年7月21日—），是一位葡萄牙知名女性模特兒，15歲時出道。桑帕伊奧是美國最大的連鎖女性成衣品牌維多利亞的秘密代言的模特兒之一，目前是「維多利亞的秘密天使」（Victoria's Secret Angels）中的一員。